# Subaeriale vulkaan

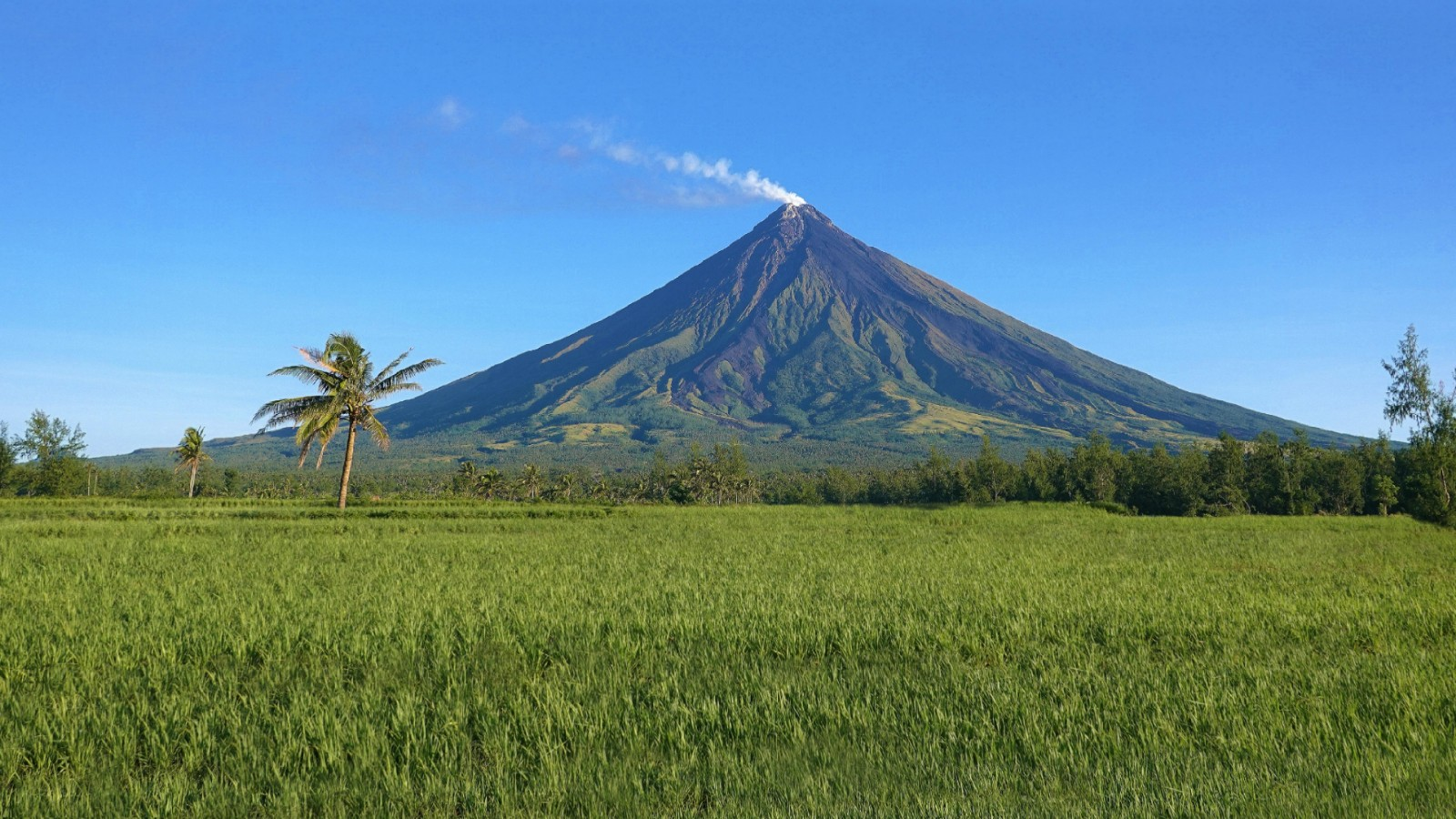
De Mayon, een subaeriale vulkaan

Een subaeriale vulkaan (sub = onder; aer = lucht: onder de lucht) is een vulkaan die direct in contact staat met de atmosfeer, dat wil zeggen: een vulkaan op het land. Het tegenovergestelde is een vulkaan onder water, een submariene vulkaan.
Verreweg de meeste vulkanen zijn submarien. Subaeriale vulkanen zijn vanwege hun ligging echter veel belangrijker voor de mens dan submariene vulkanen.
Subaeriale vulkanen komen vooral voor in vulkanische bogen langs subductiezones. Het kunnen echter ook intraplaat-vulkanen zijn, vulkanen bij een hotspot. Bij divergente plaatgrenzen komen vulkanen meestal niet boven water uit, hoewel er uitzonderingen zijn zoals de vulkanen op IJsland.
Een uitbarsting van een subaeriale vulkaan wordt door vulkanologen een subaeriale uitbarsting genoemd.